# 彭祉卿
彭祉卿（1891年—1944年），名慶壽（或慶濤），字祉卿，中國近代古琴演奏家，善弹《漁歌》，故得號“彭漁歌”，與査阜西、張子謙並稱“浦東三傑”，共同創立了今虞琴社。
近代琴人廣為彈奏的琴曲〈憶故人〉即彭氏家傳譜。生前未留下任何錄音。

## 生平
彭祉卿是廬陵縣（今吉安县）人，其父彭筱香在湖南為做官，曾兩次出守衡陽，亦通音律，著有《礼乐易知录》和《理琴轩谱》。彭祉卿受到父親影響開始學琴，二十三歲時依父親遺囑前往湖南达材法政学校學習，四年後畢業。但他並沒有從商從政，而是回家繼續讀書彈琴，後以琴出名。曾師從九嶷派琴家楊宗稷。和查阜西及顧梅羹在長沙愔愔琴社相識。
1923年閻錫山督軍太原，重金聘請彭祉卿到太原為他演奏，彭因而居於太原育才館。兩年後返回湖南。受同學推薦到法院當推事。不久前往江西，多次在各地擔任推事、縣長。
1931年妻子沈氏逝世，自此縱酒狂放。亦曾前往上海參加今虞琴社活動，後來居於昆明。
1944年因酗酒導致慢性酒精中毒，送往雲南大學附屬醫院施救，不久後逝世，遺體按生前所願葬在昆明西山，題“琴人彭祉卿之墓”，由查阜西、李廷松等六人為其立碑。

## 著作
- 《桐心阁指法析微》，收錄於《今虞琴刊》[8]